# Língua bana
Bana é uma língua afro-asiática falada no norte dos Camarões. Os dialetos incluem Gamboura e Gili.
Bana é falado no cantão de Guili, na parte norte da comuna de Bourrha (departamento de Mayo-Tsanaga, Extremo NorteRegião do Extremo Norte). Os falantes chamam sua língua de koma kabana, 'a língua dos Bana'.
.
Bana é um membro do grupo [línguas chádicas|Chádicoa]] das línguas afro-asiáticas. É falado por cerca de 23 mil.000. Bana também é conhecido como Baza, Ka-bana, Koma ou Mizeran.
Existem dois dialetos principais: Gamboura, ou dialeto da montanha, e Guili, ou dialeto do vale. Há também o dialeto Ouda, que é próximo ao dialeto Gamboura.

## Escrita
Bana é escrito com o alfabeto latino usando um sistema de ortografia baseado no alfabeto geral das línguas camaronesas (AGLC), ou Alfabeto Geral das Línguas dos Camarões, que foi criado na década de 1970..
Sem Q e X, com Dz, Gh, Sh, Ts, Vn, Zh, Zl, mais đ, ə, ŋ

## Fonologia
n|-

|             |               | Labial | Alveolar | Palatal | Velar | Velar | Uvular | Uvular | Glotal | Glotal |  |  |  |
| ----------- | ------------- | ------ | -------- | ------- | ----- | ----- | ------ | ------ | ------ | ------ |  |  |  |
| Nasal       | Nasal         | Labial | Alveolar | Palatal | m     | n     |        | ŋ      | ŋʷ     |        |  |  |  |
| Plosiva     | surda         | p      | t        |         | k     | kʷ    |        |        | ʔ      | ʔʷ     |  |  |  |
| Plosiva     | sonora        | b      | d        |         | ɡ     | ɡʷ    |        |        |        |        |  |  |  |
| Plosiva     | prénasalizada | ᵐb     | ⁿd       |         | ᵑɡ    | ᵑɡʷ   |        |        |        |        |  |  |  |
| Implosiva   | Implosiva     | ɓ      | ɗ        |         |       |       |        |        |        |        |  |  |  |
| Africada    | surda         |        | ts       |         |       |       |        |        |        |        |  |  |  |
| Africada    | sonora        |        | dz       |         |       |       |        |        |        |        |  |  |  |
| Africada    | prénasalizada |        | ⁿdz      |         |       |       |        |        |        |        |  |  |  |
| Fricativa   | surda         | f      | s        |         |       |       | χ      | χʷ     |        |        |  |  |  |
| Fricativa   | sonora        | v      | z        |         |       |       | ʁ      | ʁʷ     |        |        |  |  |  |
| Vibrante    | Vibrante      | ⱱ      | ɾ        |         |       |       |        |        |        |        |  |  |  |
| Aproximante | Aproximante   |        |          | j       |       | w     |        |        |        |        |  |  |  |

As vogais de Bana são /ɨ ə ɛ/, que podem ocorrer com tom alto, decrescente, baixo ou crescente.

## Amostra de texto
2.	Ma kə Yesəw ngəshi na: «Mbaꞌa pə ghwəy cəꞌwə Hyalay. Vanta kwəma ka ghwəy gəzə: A Dəŋəy, a cəꞌwəŋa ghəy nza mbəzli mbəə sənay Hyala ɗewɗew na nza gha, kə ghəshi, ka fal slən tsa gha. Mazə nza gha, səəkə sləkəŋəy.
3.	Ɓəŋəy shi zəmə gar məkəŋəy vici va vici va.
4.	Pəlataŋəy kwəma ghəy jikir na mənti ghəy. Sa nzanay, kar ghəy pəlata na mbəzliy məniŋəy kwəma jikir na kwərakwə. Ndəghwətəŋəy vantaa ndə jaka dzaa həərətəŋəy ta məni kwəma jikir na. Ava tsəgha ka ghwəy ni» kə Yesəw
Português
2. E disse-lhes: Quando orardes, dizei: Pai nosso, que estás nos céus, santificado seja o teu nome; venha o teu reino; seja feita a tua vontade, assim na terra como no céu.
3. O pão nosso de cada dia nos dá cada dia.
```
4. E perdoa-nos os nossos pecados, pois também nós perdoamos a qualquer que nos deve. E não nos deixes cair em tentação, mas livra-nos do mal.
[
4
]
```